# Custódio Gomes Varela Lessa
Custódio Gomes Varela Lessa, barão de Paraibuna (Braga — Pindamonhangaba, 31 de agosto de 1855 ), foi um político e fazendeiro de café brasileiro.
Custódio Gomes Varella Lessa nasceu na freguesia de Lessa, bispado de Braga, Portugal. Foram seus pais, André Gomes de Varela e D. Maria  Thereza de Jesus. Veio ao Brasil muito jovem e aqui conseguiu se colocar muito modestamente, mas conseguindo progredir, tornando-se um cidadão respeitável por todos os títulos que recebeu.
Entre 1816 a 1820 ocupou o cargo de Juiz Presidente do Conselho Municipal de Vereadores.
Em 1822 foi nomeado capitão das milícias. Foi eleito vereador da 1ª câmara da então Villa Real de Pindamonhangaba, instalada a 15 de fevereiro de 1829. Reeleito em 1832, ocupa o cargo novamente em 1842.
Em 1842 foi um signatário dos protestos lavrados contra os atos oligárquicos do governo, aderindo à revolução daquele ano.
Foi criado Barão por decreto de 6 de novembro de 1850 e Barão com Honras de Grandeza em 16 de maio de 1851.
Entre muitas de suas propriedades, contava-se a Fazenda do Borba, uma das mais prósperas da região.
Casou-se com D. Florinda Maria Salgado que faleceu em 1839. Contrai novas núpcias com D. Benedita Bicudo Siqueira Varela Lessa que, 22 anos após a morte do marido, recebeu da Princesa Isabel o título de Viscondessa de Paraybuna.